# Магальяйнс Силва, Клейдимар
Клейдима́р Магалья́йнс Си́лва (порт.-браз. Cleidimar Magalhães Silva; 10 сентября 1982, Итабира, Минас-Жерайс), более известный под именем Диди (порт.-браз. Didi) — бразильский футболист, нападающий.

## Карьера
Диди начал играть в футбол в клубе «Валериодосе» в 1997 году. В 2003 году он перешёл в «Уберландию», а затем в клуб «Сосиал» из Коронел-Фабрисиану. Затем он вновь играл за «Валериодосе», выступал на правах аренды за «Вила-Нову», а потом за клуб «Санта-Круз». В 2004 году Диди уехал в Европу, в португальский клуб второго дивизиона «Марку», где он дебютировал 19 сентября в матче с «Шавешом» (2:0). А во второй игре против «Варзина» (3:0), нападающий забил два гола и был удалён с поля за две жёлтые карточки. Всего в сезона футболист провёл на поле 27 матчей и забил 12 мячей. Летом 2005 года Диди стал игроком «Пасуш де Феррейра». 11 сентября он сыграл первую встречу за клуб против «Боавишты». А первый мяч за клуб забил лишь в четвёртой игре, поразив ворота лиссабонского «Спортинга» (3:0). Всего в первом сезоне он забил 6 голов в 32 матчах. Годом позже он забил 2 гола в 16 матчах и в январе 2007 года перешёл в румынский ЧФР Клуж. За эту команду Диди провёл первую встречу 24 февраля против «Чахлэула» (1:1). А всего в первом сезоне сыграл 14 матчей и забил 4 гола. Во втором сезоне он сыграл уже 18 матчей и забил 7 голов, а его клуб выиграл и чемпионат и Кубок Румынии. А через год во второй раз подряд выиграл Кубок, а также одержал победу в Суперкубке страны. Сезон 2009/2010 Диди начал в Румынии, но уже в январе возвратился в Португалию, став футболистом «Лейшойнша», куда перешёл на правах аренды. За этот клуб он провёл 8 матчей и забил 1 гол. Затем Диди опять играл в Румынии, сначала за «Тыргу-Муреш», а потом за «Оцелул». Последний матч в карьере бразилец провёл 4 мая 2013 года с клубом «Астра». Завершить карьеру в 31 год Диди вынудили два подряд разрыва крестообразных связок левого колена.
В 2017 году Диди стал тренером академии «Валериодосе», а в июле 2018 года открыл футбольную школу «Эсколинья Дидиспортс» для детей в возрасте от 6 до 12 лет в родной Итабире.

## Достижения
- Чемпион Румынии: 2007/2008
- Обладатель Кубка Румынии: 2007/2008, 2008/2009
- Обладатель Суперкубка Румынии: 2009

## Личная жизнь
Диди был женат на соотечественнице Сандре, с которой был в отношениях с 2001 года, у них родилась дочь Жованна. В 2012 году Диди женился во второй раз на уроженке Трансильвании Александре.